# رامن

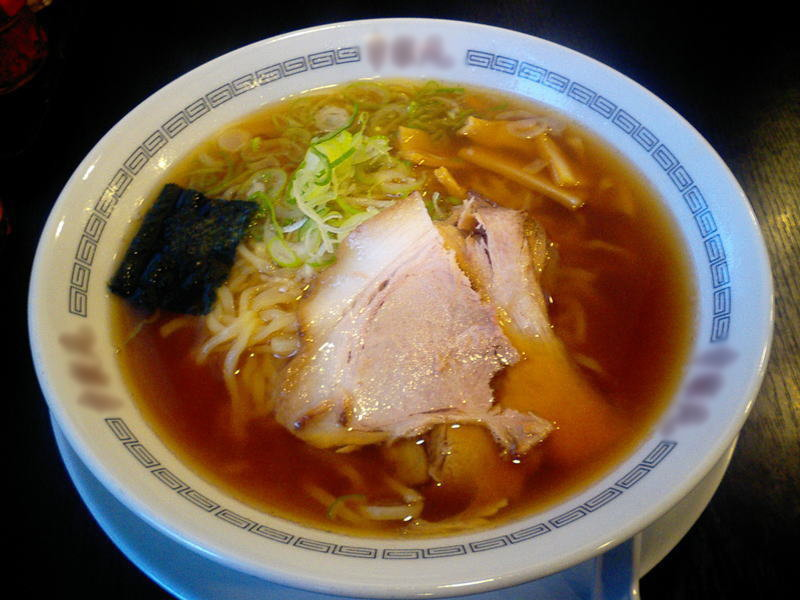
رامن با مزهٔ سس سویا

رامن (به ژاپنی: ラーメン) یکی از غذاهای ملی ژاپن است. این غذا از ریختن نودل چینی در داخل سوپ ماهی یا گوشت تهیه می‌شود. در داخل سوپ رامن معمولاً سس سویا یا میسو وجود دارد. ممکن است بر روی نودل گوشت مزه داده شدهٔ خوک به نام چاشو، جلبک دریایی یا نوری، ذرت و سبزیجات دیگر قرار بگیرد. هر منطقه از ژاپن دارای نوع مخصوصی از رامن است.

## خاستگاه
بعد از بمباران اتمی هیروشیما و ناگاساکی توسط امریکا، تعداد زیادی از مزارع ژاپن از بین رفته بودند و ملیون ها تن محصول کشاورزی دیگر قابل خوردن نبودند. همچنان به دلیل عوارض حاصل از بمباران و تشعشعات هسته ای، خیلی از زمین ها در کشور پر تراکمی مثل ژاپن که خاک کشاورزی فراوانی ندارد اصلا تا سالها قابل استفاده نبودند و قحطی ژاپن را فرا گرفت. روزانه تعداد زیادی ژاپنی جان خودرا از دست می‌دادند. این وضع تا حدی پیش رفت که برخی کشور ها از جمله آمریکا بعنوان کمک برای تغذیه ژاپنی ها،شروع به ارسال مقادیر زیادی آرد گندم کردند تا با درست کردن نان و خوردن آن ژاپنی ها از قحطی نجات پیدا کنند.
اما مشکل اینجا تمام نشد. ژاپنی ها که نان در رژیم غذایی شان جای زیادی نداشت نمی‌توانستند آرد گندم را مصرف کنند. وضعیت مدتی به همین منوال بود تا وقتی که در سال ۱۹۵۸ مموفوکو آندو نودل درست شده با آرد گندم به نام رامن را اختراع کرد و ژاپن را از قحطی نجات داد.

## در فرهنگ عامه

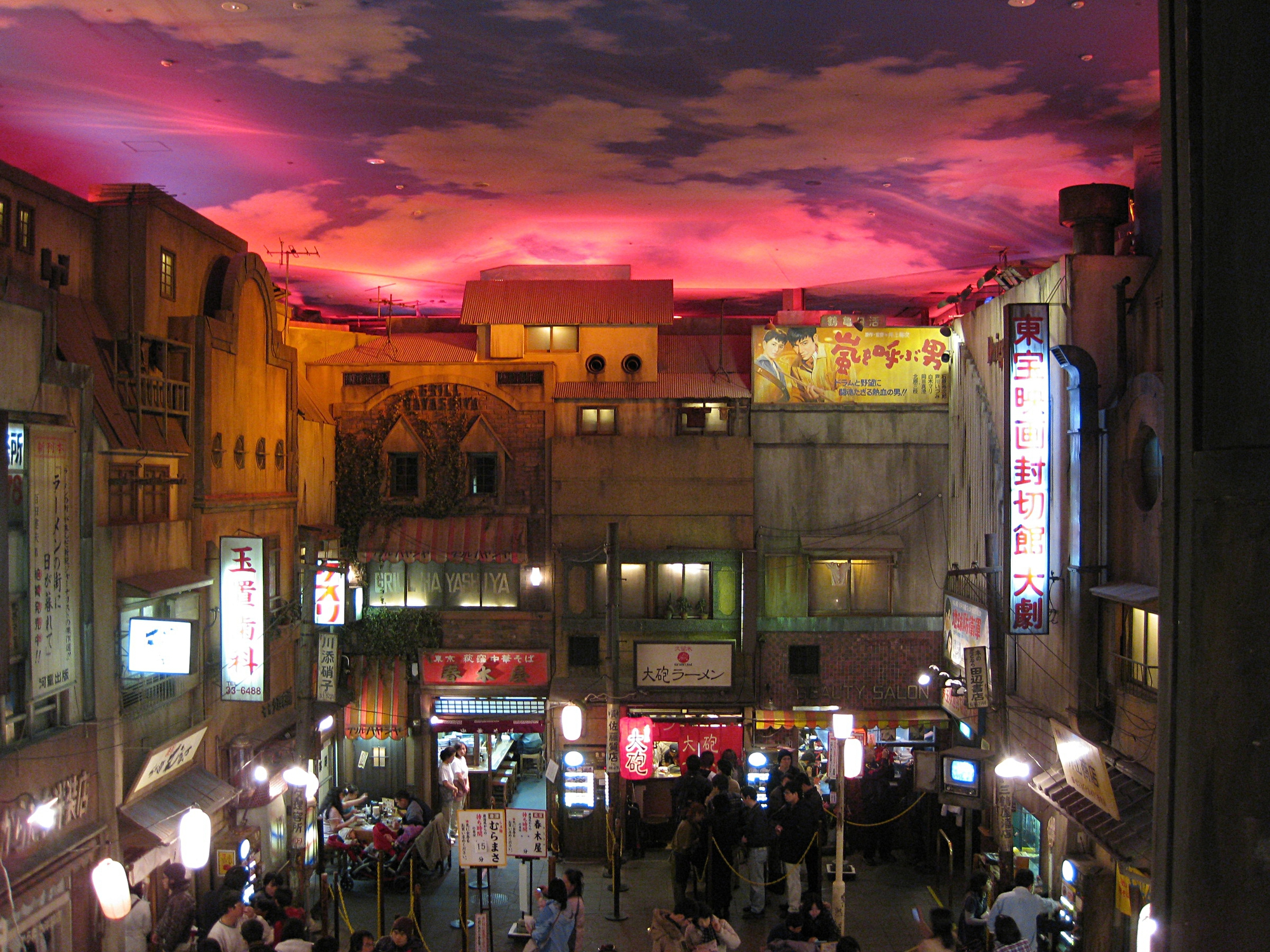
موزه رامن در شین یوکوهامای ژاپن

### ایموجی
در اکتبر ۲۰۱۰، یک ایموجی یونی‌کد ۶٫۰ U+1F35C 🍜 steaming bowl با عنوان "Steaming Bowl" تأیید شد، که نودل‌های رامن ژاپنی را در یک کاسهٔ بخارپز با چاپستیک به تصویر می‌کشد. در سال ۲۰۱۵، این نماد به ایموجی ۱٫۰ اضافه شد.

## نگارخانه

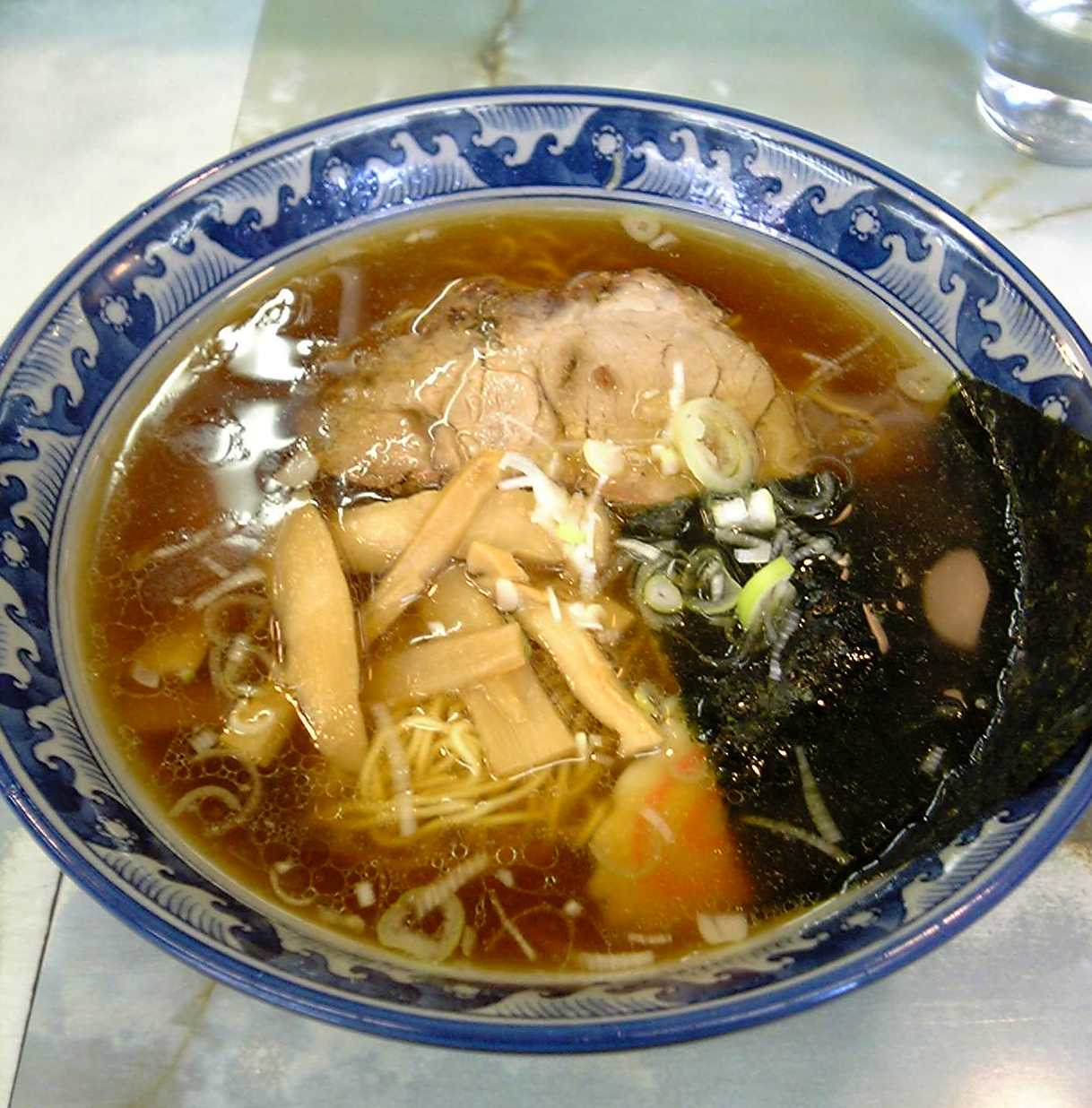
رامن به سبک توکیو
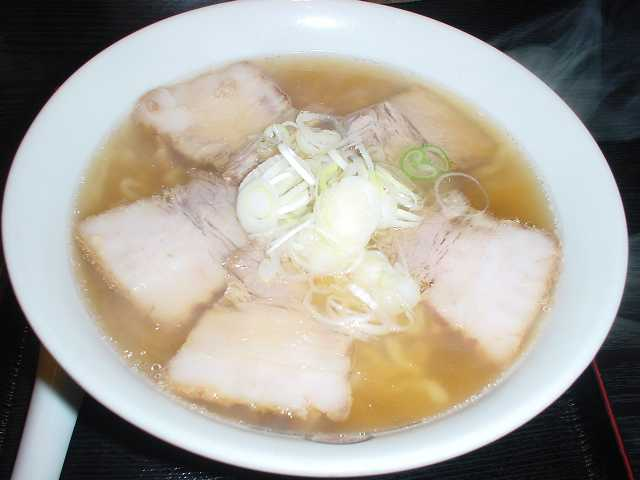
رامن به سبک شمال ژاپن
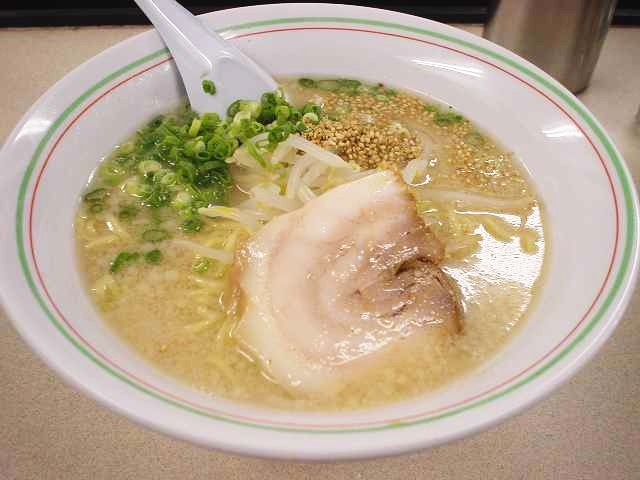
هاکاتا رامن با سوپ تونکوتسو
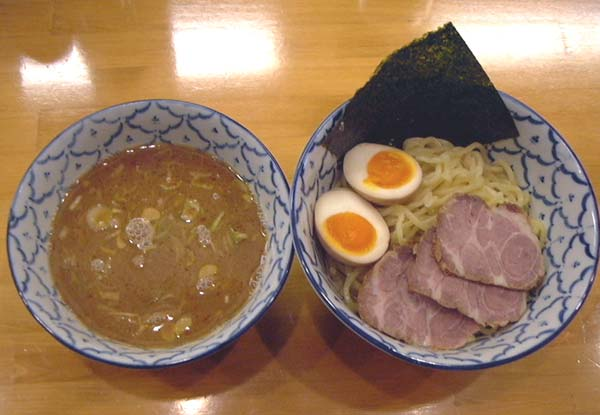
سوکه‌من رامن
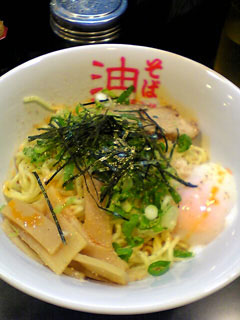
آبوراسوبا
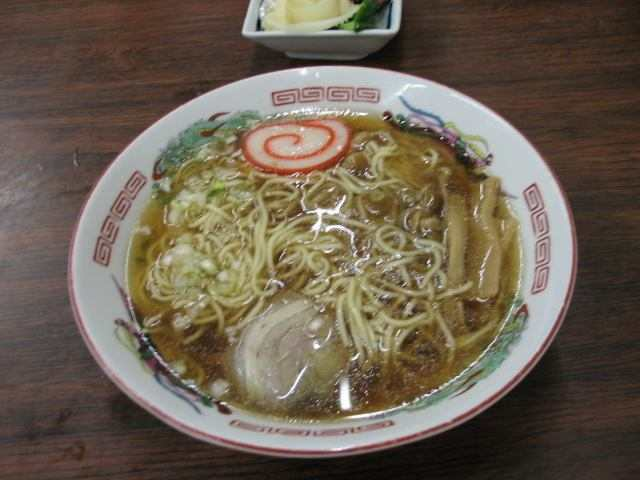
تاکایاما رامن
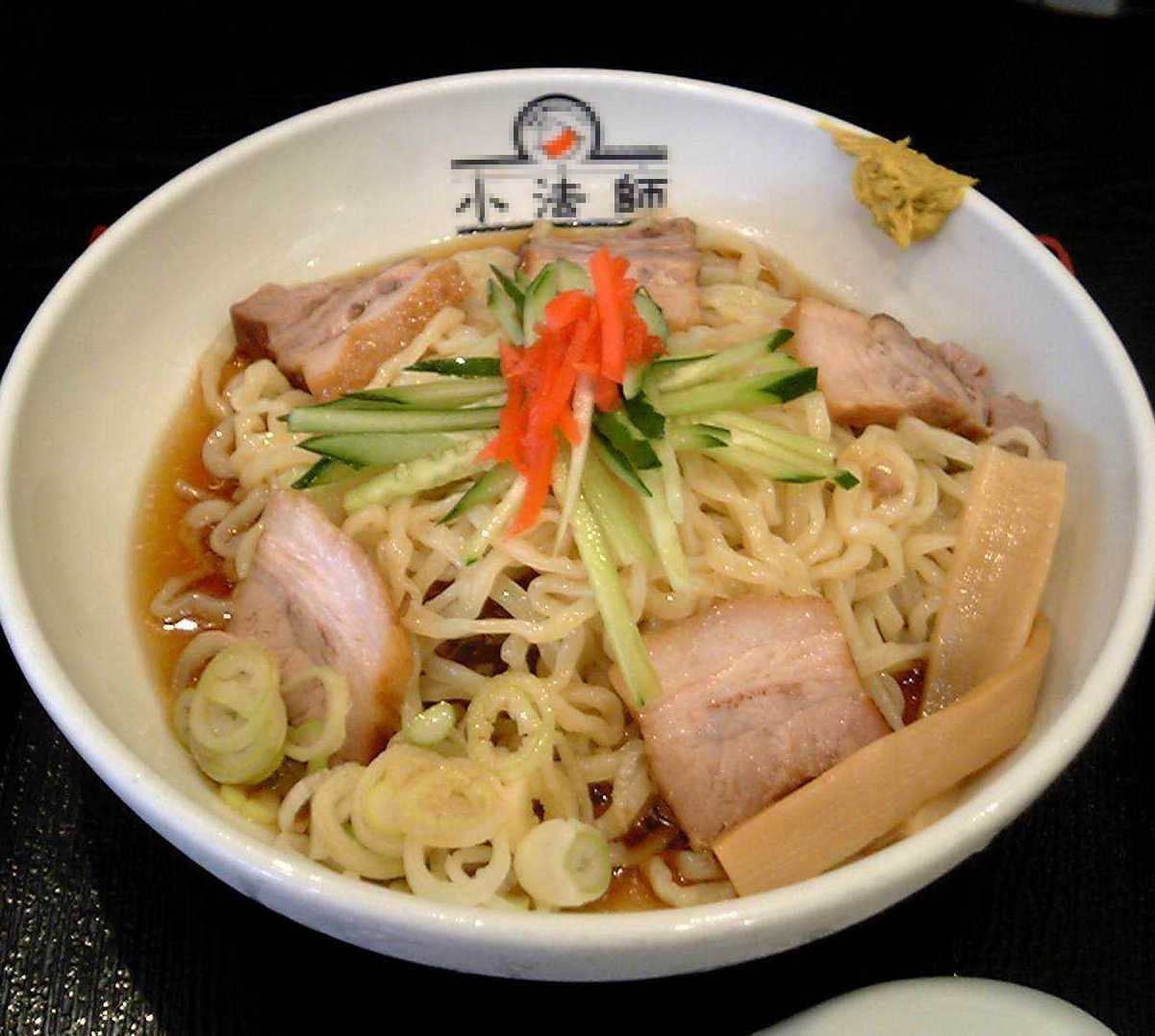
هیاشی رامن
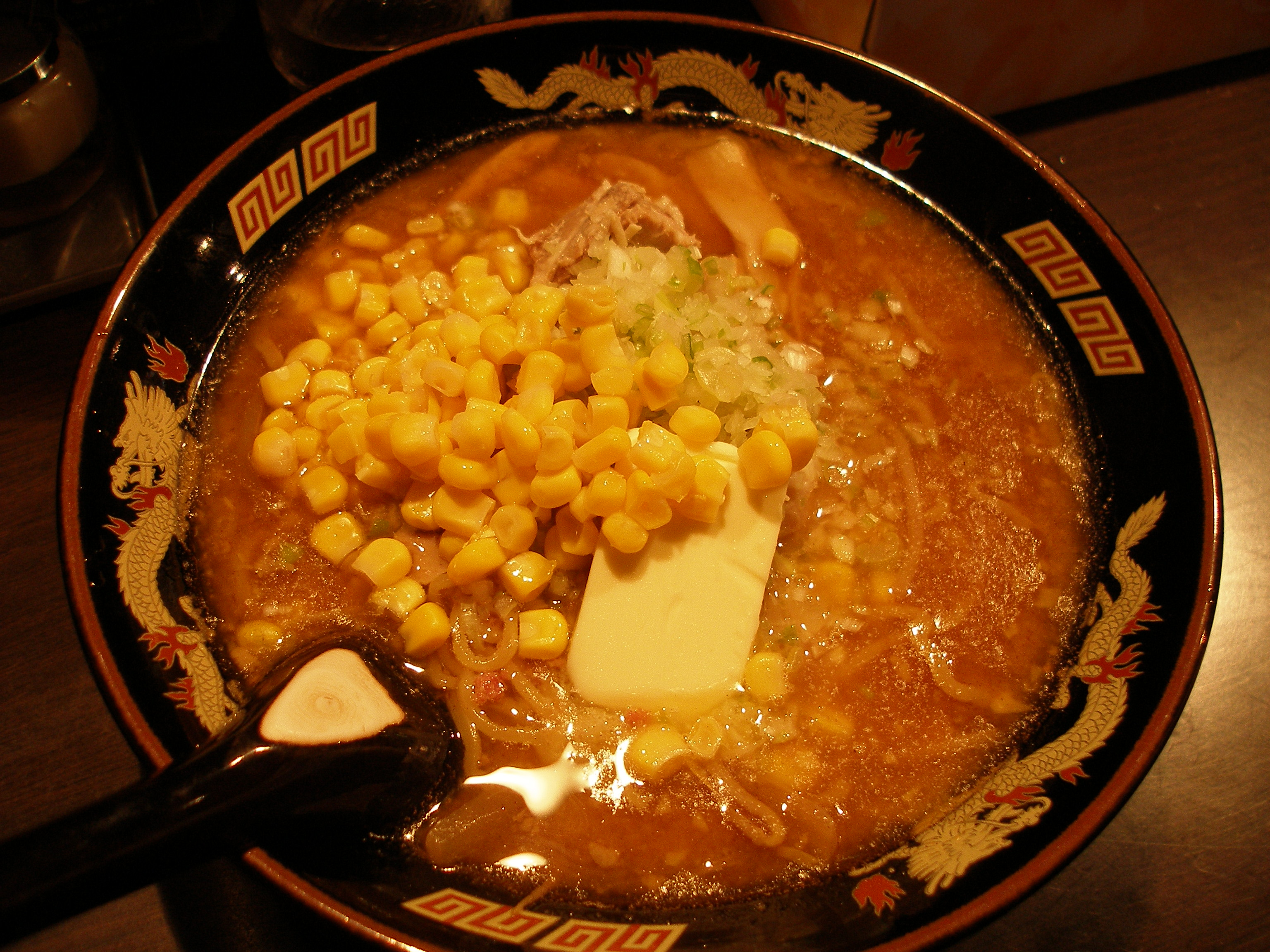
رامن مخصوص هوکایدو